# Héger Ferenc
Héger Ferenc (1902 – 1970) labdarúgó, csatár.

## Pályafutása
1919 és 1928 között volt a Ferencváros játékosa, ahol egy-egy bajnoki címet és magyar kupa-győzelmet szerzett a csapattal. 1926 augusztusában a az Alba Rómához igazolt. 1927 nyarán a  Kanizsa FC játékosa lett. 1927-1928 telén a Ferencváros játékosa volt a csapat téli túráján, majd 1928 nyaráig ismét a Kanizsa játékosa lett. 1928 júniusában leigazolta az Újpest, ahol 1929 nyaráig szerepelt.
A Fradiban összesen 187 mérkőzésen szerepelt (86 bajnoki, 85 nemzetközi, 16 hazai díjmérkőzés) és 21 gólt szerzett (8 bajnoki, 13 egyéb).

## Sikerei, díjai
- Magyar bajnokság
  - bajnok.: 1925–26
  - 2.: 1918–19, 1921–22, 1923–24, 1924–25
  - 3.: 1919–20, 1920–21, 1922–23
- Magyar kupa
  - győztes: 1922